# Mali Vlaj
Mali Vlaj (mazedonisch Мали Влај; albanisch definit Ermëzi, indefinit Ermëz) ist ein Dorf in der Gemeinde Struga am Jablanica-Gebirge im Südwesten Nordmazedoniens.  Noch 1905 lebten im Dorf allein 192 christliche Bewohner. Das Dorf hatte 2002 noch etwa 71 Einwohner. Die Grenze zu Albanien verläuft westlich in 2 km Entfernung. Die Nationalstraße A2 verläuft 1 km entfernt östlich (Luftlinie). Bis zum östlich gelegenen Ohridsee sind es 2 km (Luftlinie).
| Volkszählung | 1921 | 1948 | 1953 | 1961 | 1971 | 1981 | 1991 1 | 1994 | 2002 | 2021 |
| ------------ | ---- | ---- | ---- | ---- | ---- | ---- | ------ | ---- | ---- | ---- |
| Einwohner    | 191  | 288  | 333  | 421  | 312  | 263  | 162    | 161  | 71   | 20   |

Die Einwohnerzahl nimmt stetig ab, da die jüngeren Einwohner in die Stadt nach Struga oder ins nahegelegene Dorf Vraništa ziehen.